# Lycaena mirza
Lycaena mirza är en fjärilsart som beskrevs av Otto Staudinger 1874. Lycaena mirza ingår i släktet Lycaena och familjen juvelvingar. Inga underarter finns listade i Catalogue of Life.